# Stintino
Stintino – miejscowość i gmina we Włoszech, w regionie Sardynia, w prowincji Sassari.
Miasteczko jest znanym kurortem wakacyjnym, który słynie z pięknych plaż i bogatego zaplecza hotelowego.
Według danych na rok 2004 gminę zamieszkiwało 1128 osób, 19,4 os./km².